# 白井滋郎
白井 滋郎（しらい じろう、1950年9月18日 - ）は、日本の俳優。
京都府出身。兵庫県立三木高等学校卒業。旧芸名は、白井孝史、白井孝志。

## 来歴・人物
高倉健に会いたい一心で東映入りする。東映入社後は川谷拓三、小林稔侍らと共にピラニア軍団の一員として、ヤクザ映画の端役として出演した。
高倉とは背格好が似ていたため、吹き替えもしばらく担当していた。
1973年、『狂走セックス族』で当初主演だった白石襄が撮影中のバイク事故で負傷して降板したため、代役として主人公に抜擢（）される。
『暴れん坊将軍』では、め組の若い衆・常吉役でレギュラー出演していた。また渡瀬恒彦主演の『おみやさん』では、ピラニア軍団メンバーだった片桐竜次演じる刑事課長の部下の刑事役でレギュラー出演している。

## 出演

### 映画
- 女番長シリーズ（東映）
  - 女番長ブルース 牝蜂の逆襲（1971年）
  - 女番長ブルース 牝蜂の挑戦（1972年）
  - 女番長ゲリラ（1972年） - 小田
  - 女番長（1973年）
- 恐怖女子高校 女暴力教室（1972年、東映）
- エロ将軍と二十一人の愛妾（1972年、東映） - 春田数馬
- ポルノの女王 にっぽんSEX旅行（1973年、東映） - 男
- 狂走セックス族（1973年、東映） - 川口淳哉 主演 ※ 白井孝史名義
- 不良姐御伝 猪の鹿お蝶（1973年、東映） - 太田
- 仁義なき戦いシリーズ（東映）
  - 仁義なき戦い 頂上作戦（1974年） - 森久宏
  - 仁義なき戦い 完結篇（1974年）
  - 新仁義なき戦い 組長の首（1975年）
  - 新仁義なき戦い 組長最後の日（1976年）
  - その後の仁義なき戦い（1979年） - 情夫
- 極道VS不良番長（1974年、東映）
- 三代目襲名（1974年、東映） -  佐藤淳郎
- 県警対組織暴力（1975年、東映） ※ 白井孝史名義
- 沖縄やくざ戦争（1976年、東映） - 大阪のボディガードＡ
- 実録外伝 大阪電撃作戦（1976年、東映）
- 暴走パニック 大激突（1976年、東映）
- やくざの墓場 くちなしの花（1976年、東映） - 宮崎
- 広島仁義 人質奪回作戦（1976年、東映） - 組員B
- 北陸代理戦争（1977年、東映） - 上原
- ピラニア軍団 ダボシャツの天（1977年、東映） - 上杉照夫
- 日本の仁義（1977年、東映） - 警官
- 毒婦お伝と首切り浅（1977年、東映） - 政府軍指揮官
- ドーベルマン刑事（1977年、東映）
- 宇宙からのメッセージ（1978年、東映） - ガバナス兵士
- 冬の華（1978年、東映） - 勝又勇
- 赤穂城断絶（1978年、東映） - 侍A
- 真田幸村の謀略（1979年、東映） - 木村重成
- 徳川一族の崩壊（1980年、東映） - 久坂義助
- 影の軍団 服部半蔵（1980年、東映） - 中村刑部
- 魔界転生（1981年、東映）
- 吼えろ鉄拳（1981年、東映） - 勝目
- 青春の門（1981年、東映） - 警官
- 制覇（1982年、東映） - 酒田組組員Ｃ
- 道頓堀川（1982年、東映）
- 野獣刑事（1982年、東映） - 巡査
- 蒲田行進曲（1982年、東映）
- 里見八犬伝（1983年、東映）
- 序の舞（1984年、東映） - 勢以の婿養子
- 夢千代日記（1985年、東映） - 坂本刑事
- 極道の妻たち（1986年、東映） - 友川達平
- 極道の妻たちII（1987年、東映）
- 残侠 ZANKYO（1999年、東映） - 警察幹部
- RED SHADOW 赤影（2001年、東映＝角川）
- バルトの楽園（2006年、東映）
- 最後の忠臣蔵（2010年、ワーナー・ブラザース）
- 忍たま乱太郎（2011年、ワーナー・ブラザース）
- HOKUSAI（2021年、Pipeline）

など

### テレビドラマ
- 二人の素浪人（1972年、CX / 東映）
  - 第5話「女人村の謎」
  - 第11話「宿場牢の襲撃を断て!」
  - 第13話「荒谷に風が待伏せた」
- 隼人が来る 第9話「びっくり捕物初手柄」（1972年、CX / 東映）
- 水戸黄門（TBS / C.A.L）
  - 第4部 ※ 白井孝史名義
    - 第4話「鬼と呼ばれた娘・三国峠」（1973年2月12日）
    - 第33話「長槍始末記 -古河-」（1973年9月3日）

  - 第6部 ※ 白井孝史名義
    - 第2話「哀愁稗搗節 -宮崎-」（1975年4月7日） - 島蔵の子分

  - 第7部 ※ 白井孝史名義
    - 第6話「武士道無明 -盛岡-」（1976年6月28日） - 御堂の門弟
    - 第22話「つけ馬連れた若旦那 -新潟-」（1976年10月18日） - 役人
    - 第28話「ひょうろく玉の仇討ち -諏訪-」（1976年11月29日） - 高遠藩士
    - 第32話「高嶺の花が俺の嫁‼ -高崎-」（1976年12月27日） - 高崎藩士

  - 第8部 ※ 白井孝史名義
    - 第1話「薩摩へ向う世直し旅 -江戸-」（1977年7月18日）
    - 第11話「風車に賭けた恋 -桑名-」（1977年9月26日）
    - 第26話「うぐいす春風剣 -中津-」（1978年1月9日）

  - 第9部
    - 第20話「帰って来た中乗りさん -木曽福島-」（1978年12月18日） - 政吉
    - 第27話「三国一の嫁騒動 -水戸-」（1979年2月5日） - 水戸藩士

  - 第10部
    - 第4話「仇討ち箱根馬子唄 -箱根-」（1979年9月3日） - 旅人
    - 第21話「じゃじゃ馬娘はお医者様 -岩村-」（1980年1月7日）- 患者

  - 第11部
    - 第18話「天晴れ早駈け勝ち名乗り -与板-」（1980年12月15日） - 藩士
    - 第26話「一陽来復 水戸の春 -岩槻・水戸 - 」（1981年2月9日） - 藩士

  - 第12部 第26話「謀反からくり釣り天井 -宇都宮-」（1982年2月22日） ‐ 為次
  - 第13部
    - 第3話「鬼が棲んでる天下の嶮 -箱根-」（1982年11月1日） - 侍
    - 第10話「尾張名古屋の妖怪退治 -尾張-」（1982年12月20日） - 御側衆
    - 第16話「死を賭けた裏切り - 鳥取 -」（1983年1月31日） - 日野の配下侍
    - 第26話「六十余州は日本晴れ -鹿児島・水戸-」（1983年4月11日） - 大山

  - 第14部
    - 第6話「恩讐越えたこけし人形 -鳴子-」（1983年12月5日） - 職人
    - 第8話「陰謀砕いた薪能 -盛岡-」（1983年12月19日） - 南部藩士
    - 第18話「人情紅花夫婦染 -米沢-」（1984年2月27日） - 役人
    - 第23話「決意を秘めた孤独の剣 -高田-」（1984年4月2日） - 門弟
    - 第33話「じゃじゃ馬娘の婿選び -姫路-」（1984年6月11日） - 犬川の配下

  - 第15部
    - 第5話「闇を斬る!怪傑白頭巾 -宇和島-」（1985年2月25日） - 藩士A
    - 第10話「嫁が支えた唐津焼 -唐津-」 （1985年4月1日） - 月岡の配下
    - 第19話「父娘救った主君の鎧 -備中松山-」（1985年6月3日） - 藩士A
    - 第20話「謎が渦巻く陰謀の宿 -米子-」（1985年6月10日） - 庭瀬藩士B
    - 第22話「悲願叶えた火焔剣 -三日月-」（1985年6月24日） - 浜田藩士
    - 第29話「宿場救った孤独の十手 -中津川-」（1985年8月12日） - 杉沢の配下
    - 第34話「女壺振り 仇討ち悲願 -松井田-」（1985年9月16日） - 古屋の配下
    - 第39話「野望砕いた江戸城の対決 -江戸-」（1985年10月21日） - 役人

  - 第16部
    - 第10話「悪を断った鍾馗の舞い -若山-」（1986年6月30日）- 日高
    - 第15話「娘が消えた縮緬の里・宮津」（1986年8月4日） - 谷田貝進六
    - 第23話「涙で誓った盗っ人仁義 -長岡-」（1986年9月29日）- 小寺十次郎

  - 第17部
    - 第1話「水戸黄門 -水戸・江戸-」（1987年8月24日）- 永井の家臣
    - 第4話「謎の紫頭巾 -諏訪-」（1987年9月21日）- 役人
    - 第9話「陰謀暴く裏切り忍法 -鳥羽-」（1987年10月26日）- 鳥羽藩士
    - 第19話「悪を懲らした石見神楽 -浜田-」（1988年1月4日）- 捕り方

  - 第18部
    - 第1話「水戸黄門 -水戸・江戸-」（1988年9月12日）- 北見

  - 第19部 第15話「陰謀暴く天狗面 -新発田-」（1990年1月8日）- 関所役人
  - 第20部
    - 第13話「ドジな男の恩返し -高知-」（1991年2月4日）- 役人
    - 第15話「女度胸の玄海節 -小倉-」（1991年2月18日）- 増吉
    - 第16話「男意気地の博多節 -福岡-」（1991年2月25日） - 役人
    - 第24話「嫁の真心 豊後竹人形 -別府-」（1991年4月22日）- 役人

  - 第21部 第32話「世直し旅よ永遠に -江戸-」（1992年11月9日）
  - 第22部
    - 第2話「旅のはじめの鬼退治 -佐倉-」（1993年5月24日）
    - 第8話「仇討ち悲願の旅芝居 -桑名-」 （1993年7月5日）- 松平定重
    - 第29話「世継ぎを狙う毒の罠 -高田-」（1993年11月29日）
    - 第32話「会津名物夫婦下駄 -会津-」（1993年12月20日） - 桑田
    - 第34話「大黒様を笑わせた男 -日光-」（1994年1月10日）

  - 第23部
    - 第9話「悪を裁いた偽黄門様 -糸魚川-」（1994年9月26日）
    - 第13話「姫様狙う悪の罠 -福井-」（1994年10月31日）
    - 第25話「怨念!化け猫騒動 -佐賀-」（1995年1月30日）
    - 第35話「悪を狙う謎の虚無僧 -彦根-」（1995年4月10日）
    - 第38話「悪が群がる御用金 -甲府-」（1995年5月1日）

  - 第24部
    - 第11話「悪を懲らした大予言 -松山-」（1995年11月27日）
    - 第13話「無念晴らした仇討ち旅 -高鍋-」（1995年12月11日）
    - 第15話「仇を探す飴売り娘 -熊本-」（1995年12月25日）
    - 第24話「慕う坊やに娘の真心 -高岡-」（1996年3月4日）
    - 第33話「涙でついた父の嘘 -仙台-」（1996年5月13日）

  - 第25部
    - 第2話「恵みの夫婦海苔 -君津-」（1996年12月16日） - 本田
    - 第11話「陰謀渦巻く淡路島・洲本」（1997年3月3日）- 役人
    - 第18話「命を賭けた唐津焼 -唐津-」（1997年4月28日） - 内館右京
    - 第23話「帰らぬ兄は逃亡者 -小松-」（1997年6月2日） - 用人 庄太夫
    - 第42話「お銀が結んだ父子紬 -結城-」（1997年10月20日） - 寅松

  - 第26部
    - 第7話「命を賭けた忍びの対決・豊後高田」（1998年3月30日） - 江本市蔵
    - 第11話「拾った赤子の恩返し -霧島-」（1998年4月27日） - 島吉

  - 第27部
    - 第4話「こけしの里の鬼退治 -仙台-」（1999年4月12日）- 大槻六郎太
    - 第14話「母と逢わせた観音様 -大館-」（1999年6月21日）- 役人
    - 第21話「大金持ちの物拾い -与板-」（1999年8月9日）- 船頭
    - 第26話「救って下さい! 母子地蔵さま -追分-」（1999年9月13日）- 旅籠の客

  - 第28部
    - 第11話「恋を叶えた岡崎燈籠 -岡崎-」（2000年5月22日）- 島田市蔵
    - 第18話「大人もビックリ! 天才少年 -枚方 -」（2000年7月17日）
    - 第25話「お銀涙の子守唄 -岡山-」（2000年9月4日） - 常吉
    - 第32話「リストラをぶっ飛ばせ! -防府-」（2000年9月4日） - 久保川伴内

  - 第35部 第1話「風雲急を告げる高松城 -水戸・江戸・高松-」（2005年10月10日） - 高松藩家臣
  - 第37部 第15話「三行半は御免豪る -宮古-」（2007年7月16日） - 役人
  - 第43部 第6話「海道一のじゃじゃ馬娘 -清水-」（2011年8月8日）
- 五街道まっしぐら! 第6話「飛騨路に消えた三人の花嫁」（1976年、NET / 東映）
- 遠山の金さん 杉良太郎版  （NET/東映）
  - 第1シリーズ
    - 第49話「独楽が廻れば鬼が泣く」（1976年） - 辻番
    - 第72話「罠にすがった女」 （1977年） -富次
    - 第87話「お白州で実った恋」（1977年）-源三

  - 第2シリーズ
    - 第7話「八百八町の星が泣いた」（1979年） - 伊勢屋良助
    - 第29話「若君誘拐」（1979年） - 人足一
- 宇宙からのメッセージ・銀河大戦（1978年、ANB・東映） - イーガー副長
- 柳生一族の陰謀（1978年 - 1979年、KTV・東映）
- 大岡越前（TBS / C.A.L）
  - 第5部
    - 第1話「大岡越前」（1978年2月6日） ※ 白井孝史名義
    - 第14話「将軍様の人情裁き」（1978年5月8日）

  - 第6部 第32話「越前への挑戦状」（1982年10月11日）
  - 第7部 第3話「相合傘の女」（1983年5月2日）
  - 第8部 第12話「情は人の為ならず」（1984年10月8日）
  - 第9部 第17話「謎の女賊は恩人の娘」（1986年2月17日）
  - 第10部
    - 第2話「匂い袋に隠された殺意」（1988年3月7日）
    - 第6話「弱者に誓う大岡裁き」（1988年4月4日）

  - 第12部 第24話「相合い傘に潜む罠」（1992年3月30日）
  - 第13部 第8話「抜荷の鍵は仏様」（1993年1月4日）
  - 第14部 第11話「狐火の五千両」（1996年8月26日）
  - 第15部
    - 第13話「母恋し！」（1998年12月7日）
    - 第20話「裏切られた友情」（1999年2月1日）
    - 第26話「帰って来た友情」（1999年3月15日）
- 大都会 PARTIII 第29話「爆殺のプレリュード」（NTV・石原プロ） - 梅垣
- 風鈴捕物帳 第13話「雨中に消えた直訴状」（1978年、ANB・東映）
- 土曜ワイド劇場
  - 森村誠一の殺意の重奏（1978年、ANB / 東映）
  - 吸血鬼ドラキュラ神戸に現わる（1979年、ABC / 東映）
  - 映画村殺人事件 愛の邪魔ものを消せ!（1980年、ABC / 東映） - 片山高太郎
  - タクシードライバーの推理日誌19（2004年、EX） - 谷垣恵介
- 徳川の女たち 第二部「悲恋 お袖吉宗」（1980年、CX・東映） - 近藤由蔵
- 影の軍団シリーズ（KTV / 東映）
  - 服部半蔵影の軍団
    - 第14話「将軍蒸発！女狐の陰謀」（1980年）- 鷹司信平
    - 第25話「悲恋からくり天井」（1980年）-堀内源三郎

  - 影の軍団II 第25話「伊賀対甲賀・最大の激突!」（1982年） - 猿
  - 影の軍団III 第22話「地獄から来た赤ん坊」（1982年） - 北畠頼房
- 源九郎旅日記 葵の暴れん坊（ANB / 東映）
  - 第5話「誰がために鍔は鳴る」（1982年） - 亘新之助
  - 第17話「瀬戸は夕焼け 夫婦舟」（1982年） - 定七
- 松平右近事件帳 第1話「藪太郎参上！」（1982年、NTV / ユニオン映画）- 青山の家臣
- 時代劇スペシャル（CX）
  - 地獄の左門十手無頼帖 「将軍暗殺!」（1983年、東映） - 坂崎
  - 地獄の左門十手無頼帖 「女菩薩供養」（1983年、東映） - 銀助
  - 暗殺指令（1984年2月2日、東映）
  - 地獄の左門十手無頼帖 「声を盗まれた娘」（1984年、東映） - 小山彦衛門
- 暴れん坊将軍シリーズ（ANB / 東映）
  - 吉宗評判記 暴れん坊将軍
    - 第8話「黒い十手を握る男」（1978年） - 書物方同心
    - 第13話「嵐を呼んだ江戸土産」（1978年） - 文太
    - 第40話「翔べ!下町の神童」（1978年） - 若い衆
    - 第43話「お庭番非情!」（1978年） - 大岡の部下
    - 第58話「江戸一番!桜おどり」（1979年） - 仲間
    - 第84話「おさいが翔んだ!」（1979年） - 町人
    - 第94話「初春や 昼行燈も浮かれ出し」（1980年） - 中塚久兵衛
    - 第95話「炎の海に虹を見た」（1980年） - 鉄五郎
    - 第122話「知るや南のうらみ節」（1980年） - 具志堅
    - 第129話「父よあなたは偉かった」（1980年） - 良庵の弟子
    - 第136話「火の山に賭けた女」（1980年） - 瀬川
    - 第142話「年の暮 新さん巷の煤払い」（1980年） - 大沼
    - 第156話「子連れじょんがら無念流」（1981年） - 大沼
    - 第167話「提灯侍一番勝負!」（1981年） - 若侍
    - 第173話「瀬戸のさざ波乙女波」（1981年） - 阿部正福

  - 暴れん坊将軍II
    - 第11話「花散る里の夢見鳥」（1983年） - 笹野
    - 第29話「かしまし姉妹の盗み酒!」（1983年） - 新田小文吾
    - 第47話「天下御免のじゃじゃ馬馴らし」（1984年） - やくざ
    - 第58話「泣いて馬謖の怨み節」（1984年） - 柿内周平
    - 第69話「さらば百人力の片想い!」（1984年） - 村越庄兵衛
    - 第77話「こんな悪事が俺にも出来た!?」（1984年） - 同心
    - 第93話「天下を占う大姐御!」（1985年） - 鳥井
    - 第107話「吉宗 狩り場の標的に起つ!」（1985年） - 手代
    - 第123話「秘めた誓いの夢千両!」（1985年） - 与力
    - 第131話「夜空燃ゆ! 呪いのほうき星」（1985年） - 吉蔵
    - 第147話「つめたい春の夫婦花!」（1986年） - 塚本
    - 第160話「天晴れ! 赤穂の竹光夫婦」（1986年） - 浪人(イ)
    - 第164話「秘境! 湯けむりに消えた女」（1986年） - 鬼石五郎太
    - 第170話「コソ泥入門！かあちゃんが欲しい」（1986年） - 袴田
    - 第179話「箱根八里の鬼退治!」（1986年） - 郷田八十八
    - 第187話「夫婦喧嘩と釣り天井!」（1987年） - 大垣主馬

  - 暴れん坊将軍IIIシリーズ 〜 VIIシリーズ（1988年 - 1997年） - 常吉
  - 暴れん坊将軍IX
    - 第3話「私の子を返して！さらわれた妊婦たち」（1998年） - 吟味与力
    - 第8話「処刑直前! 赤ん坊を産む女囚」（1999年）- 梶井酒蔵
    - 第10話「美人後家を守れ! 弁護人になった将軍」（1999年）- 南町与力
    - 第25話「牢獄炎上! 暗闇に咲く地獄花」（1999年）- 藩重臣
    - 第32話「母なればこそ 椿の花は知っていた」（1999年）- 薄田の用人

  - 暴れん坊将軍X
    - 第3話「禁じられた恋文! 罪深き女の一途な愛」（2000年）
    - 第8話「大岡裁きで生き地獄を見た女! 私を死罪に…」（2000年）
    - 第9話「小町娘連続殺人! 美人浮世絵が死を招く」（2000年）- 宇佐美の用人
    - 第18話「罠に落ちた女の夢! あの頃の私に戻りたい」（2000年） - 旗本 芝田啓之進

  - 暴れん坊将軍XI
    - 第1話「吉宗、炎の生還」（2001年）
    - 第9話「命を賭けた献上刀」（2001年）
    - 第14話「鬼と呼ばれたい女!」（2001年）

  - 暴れん坊将軍XII　第10話「雨の目撃者!牢獄に通う吉宗の母」（2002年）
  - 暴れん坊将軍スペシャル2004「将軍生母襲撃! 一途な恋に生きる女」
- 必殺シリーズ（ABC・松竹）
  - 必殺仕事人V （1985年）
    - 第3話「加代、ゴリムリンを売る」 - 朝吉
    - 第23話「加代、五千両の金塊を拾う」 - 銀三

  - 必殺仕事人V・激闘編 第12話「頼み人は津軽のあやつり人形」（1986年） - 片山
  - 必殺仕事人V・旋風編 第9話「主水、りつ、ラブホテルに行く」（1987年1月30日） - 多吉
  - 必殺仕事人2012（2012年2月19日）
  - 必殺仕事人2013（2013年2月17日）
  - 必殺仕事人2020（2020年6月28日）
- 長七郎江戸日記 第1シリーズ SP6「風雲!旗本奴と町奴」（1986年4月1日、NTV）
- 若大将天下ご免!（1987年、ANB・東映）
  - 第1話「あっぱれ小天狗一本勝負!」 - 笹野
  - 第11話「片思い酔いどれ弁慶!」 - 小寺源之丞
  - 第18話「復讐、涙の花嫁衣装!」 - 中上静馬
  - 第28話「振り袖人形、父恋し!」 - 甚八
  - 第39話「母に祈りの十字剣!」 - 伊能
- 傑作時代劇「上意討ち 美女が惚れた腰抜け侍」（1987年、ANB・東映） - 加納平兵衛
- 京都サスペンス「京都の祭りに人が死ぬ・鞍馬の火祭」（1988年10月、関西テレビ / 東映） - 鑑識係員
- 風雲!真田幸村 第17話「若き隠密 薩摩の火祭り」（1989年 TX） - 高井平蔵
- 八百八町夢日記 第1シリーズ 第33話「次郎吉に惚れた男」（1990年、NTV・ユニオン映画）
- 三匹が斬る!（ANB・東映）
  - 続続・三匹が斬る! 第8話「二刀流、今じゃ子孫は二枚舌!」（1990年） - 役人
  - また又・三匹が斬る! 第15話「お立会い!煮ても焼いても食えぬ奴」（1991年）- 並河藩主・播磨守
- 四匹の用心棒 (4) かかし半兵衛ひとり旅 (1992年、ANB / 東映)
- 名奉行 遠山の金さん（ANB・東映）
  - 第4シリーズ 第12話「仕組まれた逆玉の輿」（1992年） - 用心棒
  - 第5シリーズ
    - 第11話「公金を横領した武士の妻」（1993年） - 丹羽忠高
    - 第16話「獄門台から逃れた男と女」（1993年）

  - 第6シリーズ
    - 第5話「仕舞い湯の男」（1994年）
    - 第16話「女金貸しの仇討ち」（1994年）

  - 第7シリーズ 第16話「消えた女!裏切りの集団見合い」（1996年） - 稲村征四郎
- 銭形平次（CX）
  - 第2シリーズ 第8話「幻の二万両」（1992年）
  - 第4シリーズ 第15話「刑場の花嫁」（1994年）
  - 第5シリーズ
    - 第3話「深夜の告白」（1995年）
    - 第9話「祭りの夜」（1995年）
- 闇を斬る!大江戸犯科帳 第22話（SP）「闇奉行死す!」（1993年、NTV・ユニオン映画）
- 江戸を斬るVIII（TBS / C.A.L）
  - 第3話「悪が群がる地獄島」（1994年）
  - 第19話「浮世絵に死の匂い」（1994年
  - 第22話「噂の名医は牢の中」（1994年） - 牢番
- 江戸の用心棒（NTV・ユニオン映画）
  - 第19話「花の吉原 人斬り魔」（1994年）
  - 第27話「春一番!江戸っ子娘」（1995年）
- あばれ医者嵐山 第1話「酔いどれに恋女房」（1995年、TX・ユニオン映画）
- 江戸の用心棒II（NTV・ユニオン映画）
  - 第6話「蝶々の仇討ち」（1995年）
  - 第15話「縁談アリ地獄」（1996年3月5日） - 向井六郎太
- 月曜ドラマスペシャル 「一色京太郎事件ノートシリーズ」（1996年〜1998年、TBS） - 伊能刑事
- 南町奉行事件帖 怒れ!求馬 第3話「歌麿美人画の謎」（1997年） - 上田吉平
- 隠密奉行朝比奈（CX）
  - 第1シリーズ第7話「出雲松江灼熱地獄タタラ」（1998年）
  - 第2シリーズ第3話「備前岡山でもらった恋文」（1999年）
- 南町奉行事件帖 怒れ!求馬II 第17話「すべてを賭けて守るもの」（2000年、TBS・C.A.L） - 土田甚四郎
- 大江戸を駈ける! 第9話「秘剣! 闇の太刀 -深川-」（2001年、TBS・C.A.L）
- オヤジ探偵 第1シリーズ 第8話「コギャルを叱るニセ刑事の謎」（2001年、ANB / 東映）
- 京都鴨川東署迷宮課 おみやさん（2002年 - 2016年、ANB・東映） - 星野康夫
- 天と地と（2008年1月6日、EX） - 小笠原長時
- 逃亡者 おりん（TX・C.A.L）
  - 逃亡者 おりん 第3話「哀しみの乙女恋唄」（2006年11月3日） - 貞次郎の配下
  - 逃亡者 おりん スペシャル 第2週「烈火の巻」（2008年9月26日） - 由比正雪
  - 逃亡者 おりん2
    - 第2話「弐ノ刺客「石榴 ZAKURO」」（2012年1月24日） - 弐ノ刺客・石榴
    - 第7話「漆ノ刺客「著莪 SHAGA」・「忍冬 SUIKAZURA」」（2012年2月28日） - 仙蔵
- 相棒 season8 第10話「特命係、西へ!」（2010年1月1日、EX） - 蒔田淡路守
- SP〜警視庁警護課II（2012年3月3日、EX）
- 刑事魂（2012年3月31日、EX）
- 臥竜の天〜伊達政宗 独眼竜と呼ばれた男〜（2013年3月9日、BS-TBS / 東映） - 畠山義継
- 金曜プレステージ 鬼平犯科帳スペシャル 見張りの糸（2013年5月31日、CX / 松竹）
- 大岡越前（NHK BSプレミアム / C.A.L）
  - 大岡越前1 第5話「お奉行様の荒療治」（2013年6月8日） - 大川
  - 大岡越前3 第7話「過去を失くした男」（2016年2月26日） - 細谷左内
  - 大岡越前7 第7話「享保の陰謀」（2024年8月4日）
- 木曜時代劇 ぼんくら 第5話「恨みを持つ者」（2014年、NHK）
- 信長のシェフ 第2シリーズ 第5話（2014年、EX / 東映）
- 新春ワイド時代劇「大江戸捜査網2015〜隠密同心、悪を斬る!」（2015年1月2日、TX / ユニオン映画）
- ドクター彦次郎（2015年 - 2020年、ANB） - 沖田宗助
- 雲霧仁左衛門 第6シリーズ 第15話「最後の大仕事」（2015年、NHK-BSプレミアム / 松竹）
- 大江戸事件帖 美味でそうろう（2015年、BS朝日 / 東映）
- ドラマW ふたがしら（2015年、WOWOW / 東映）
- 実録ドラマスペシャル  / 福田和子 整形逃亡15年（2016年3月17日、EX / 東映）
- 女たちの特捜最前線 最終話（2016年8月25日、EX / 東映） - 田野倉吾郎
- 子連れ信兵衛 第2シリーズ 第1話「女剣士と子育て侍」（2016年、NHK-BSプレミアム）
- 科捜研の女（EX / 東映）
  - 第16シリーズ 第7話「爆弾配達人」、第8話「最後のターゲット」（2016年） - 芝木寅彦
  - 第19シリーズ 第21話「ドクターKの失敗」（2019年） - 本城雄大
- 伝七捕物帳（2017年） - 仲村内記
- 遺留捜査（テレビ朝日 / 東映）
  - 第3シリーズ（2017年） - 佐谷刑事
  - スペシャル9（2019年12月1日） - 音羽信彦
- ドラマ特別企画 名奉行!遠山の金四郎（2017年9月25日、TBS / 東映） - 矢口駿河守定則
- 鬼畜（2017年12月24日、EX / 東映） - 税務署上司
- 池波正太郎時代劇 光と影 第5話「女剣 妙音記」（2017年12月5日、BSテレ東 / 東映）
- 小吉の女房（2019年、NHK BSプレミアム / ユニオン映画） - 水野忠邦
  - 小吉の女房2（2021年）
- 4K大型時代劇スペシャル 紀州藩主・徳川吉宗（2019年2月8日、BS朝日 / 東映） - 徳川光貞
- 無用庵隠居修行（BS朝日）
  - 第一弾（2017年）
  - 第三弾（2019年） - 橋本主善
  - 第四弾（2020年） - 長井伊三郎
- 日曜プライム おかしな刑事 第22作「京都スペシャル」（2020年1月19日、テレビ朝日 / 東映） - 牧鎮次
- 十三人の刺客（2020年、NHK-BSプレミアム / ユニオン映画）
- 京阪沿線物語〜古民家民泊きずな屋へようこそ（2021年） - 坂井田進
- 木曜ミステリー IP〜サイバー捜査班 第8話（2021年、ANB / 東映） - 伍飼幹事長

### バラエティ・情報番組
- ごきげん歌謡笑劇団「長崎県長崎市」（2016年1月7日、NHK総合） - 長崎奉行 役
- ダラケ! 〜お金を払ってでも見たいクイズ〜（2019年1月31日、BSスカパー） 〜時代劇役者ダラケ〜 ゲストパネラー

### CM
- マルちゃん赤いきつねと緑のたぬき 水戸黄門コラボCM（2017年、BS-TBS） - 悪代官 役